# Pseudosinella styriaca
Pseudosinella styriaca is een springstaartensoort uit de familie van de Entomobryidae. De wetenschappelijke naam van de soort is voor het eerst geldig gepubliceerd in 1975 door Neuherz & Nosek.